# 顶级厨师
顶级厨师（英語：MasterChef），是东方卫视购自英国广播公司的同名节目（陸譯《廚藝大師》、臺譯《廚神當道》、港譯《我要做廚神》）。第一季从2012年7月29日起播出，10月14日结束，节目赞助商为九阳电器，本节目从2012年4月22日开始接受参赛素人选手报名，到2012年6月15日截止。第二季于2013年一月开播，节目赞助商为美的厨房电器。《顶级厨师》在上海世博园内的非洲联合馆录制，场地能容纳至少20名参赛素人选手同台竞技。

## 比赛模式
比赛主要有两种流程。第一种比赛流程是依次进行神秘盒挑战、创意菜比拼、以及压力测试；第二种比赛流程则包括团队赛、技巧测试、以及压力测试。

### 神秘盒挑戰
在神秘盒挑戰環節，選手必須使用神秘盒中的食材，並自由搭配任意輔食材，完成一道創意菜。品委會挑選煮得最好的三位選手的菜作品嘗，做得最好的那一位就能為自己以及其他選手挑選下回合主要食材為優勢。

### 创意菜比拼
在创意菜比拼环节，选手必须使用指定的主食材，并自由搭配任意辅食材，完成一道创意菜。品委将逐一品尝所有选手的菜肴并作出评价。在本环节获得第一名的选手将成为下一集团队赛的队长，并可以优先选择菜谱和队友；本环节第二名的选手将成为下一集团队赛另一支队伍的队长。同时，在本环节表现最差的几名选手，将进入压力测试。

### 团队赛
在团队赛中，选手分为红蓝两队进行竞争。两支队伍必须为食客们（通常为几十位）烹饪菜谱上指定的菜肴。例如，在上海太阳岛旅游度假区为小朋友烹饪菜肴，在和平饭店 (上海)为媒体记者烹饪菜肴，在上海中心建设工地为工人们烹制菜肴，在松江大学城为食堂为大学生准备午餐。比赛的胜负将由食客们投票决定。获胜一方的队员将直接晋级，而失败一方的队员必须接受技巧测试。

### 技巧测试
技巧测试通常主要考查各位选手的基本功比如刀工等。在剧集中出现过的题目包括切肉片、切三文鱼、打发蛋清等。本环节中表现最差的几名选手，将进入压力测试。

### 压力测试
三位品委将为进入压力测试的选手指定一道有难度的菜肴，选手们必须尽可能完美的烹饪这道菜肴，表现最差者即被淘汰。在压力测试中出现过的菜肴包括凤还巢、豆花、九转大肠、泡芙塔、马卡龙、叫花鸡等。

## 季度
| 季度 | 季度首播日期  | 季度結束日期   | 集數 | 冠軍 | 亞軍   | 评委                   |
| ---- | ------------- | -------------- | ---- | ---- | ------ | ---------------------- |
| 1    | 2012年7月29日 | 2012年10月14日 | 11   | 魏瀚 | 顧曉光 | 曹可凡、李宗盛、刘一帆 |
| 2    | 2013年1月16日 | 2013年4月4日   | 24   | 赵丹 | 洪宏星 | 曹可凡、梁子庚、刘一帆 |

## 后续

### 2023年“九转大肠”成网络热梗
2023年初，在本节目第二季完结整整十年后，第一季参赛者俞涛因在第4集压力测试里制作的不尽如人意的九转大肠意外成为网络热梗，随后本节目在各大视频平台迅速翻红。
2月6日晚，在由新闻晨报发起的微博直播中，本节目执行制片人通过直播透露，其实早就有了制作第三季的打算，但因无法找到赞助商而告吹，没想到因为完结10年后“九转大肠”梗的爆炸性热度，所以就有了重新启动《顶级厨师》第三季的想法。